# DEL 2012/13
Die DEL-Saison 2012/13 war die 19. Spielzeit seit Gründung der Deutschen Eishockey-Liga, der höchsten Liga im deutschen Eishockey. Die Saison startete mit der Hauptrunde am 14. September 2012 und endete mit dem vierten Finalspiel der Play-offs am 21. April 2013.
Meister wurden die Eisbären Berlin, die damit ihren siebten Titel gewannen.
Nach der Saison verkaufte die Arena Hannover GmbH am 24. Mai 2013 die Hannover Scorpions nach Villingen-Schwenningen, wo sie mit dem Namen des bisherigen Zweitligisten Schwenninger Wild Wings in der DEL antreten werden.

## Teilnehmer
| Klub                    | Ort        | Vorjahr | Play-offs              |
| ----------------------- | ---------- | ------- | ---------------------- |
| Augsburger Panther      | Augsburg   | 8.      | Play-off-Qualifikation |
| Eisbären Berlin         | Berlin     | 1.      | Deutscher Meister      |
| Düsseldorfer EG         | Düsseldorf | 7.      | Viertelfinale          |
| Hamburg Freezers        | Hamburg    | 5.      | Viertelfinale          |
| Hannover Scorpions      | Hannover   | 14.     | –                      |
| ERC Ingolstadt          | Ingolstadt | 2.      | Halbfinale             |
| Iserlohn Roosters       | Iserlohn   | 10.     | Play-off-Qualifikation |
| Kölner Haie             | Köln       | 9.      | Viertelfinale          |
| Krefeld Pinguine        | Krefeld    | 12.     | –                      |
| Adler Mannheim          | Mannheim   | 4.      | Vizemeister            |
| EHC Red Bull München    | München    | 11.     | –                      |
| Thomas Sabo Ice Tigers  | Nürnberg   | 13.     | –                      |
| Straubing Tigers        | Straubing  | 6.      | Halbfinale             |
| Grizzly Adams Wolfsburg | Wolfsburg  | 3.      | Viertelfinale          |

## Modus
Wie in den Vorjahren wurde eine Doppelrunde ausgespielt. Die besten sechs Mannschaften qualifizierten sich direkt für die Play-offs, die Mannschaften auf den Plätzen 7 bis 10 spielen in Best-of-Three-Serien zwei weitere Play-off-Teilnehmer aus. Die Viertelfinalserien wurden im Modus Best of Seven, Halbfinale und Finale im Modus Best of Five gespielt.

## Hauptrunde

### Abschlusstabelle
| Rf. | Mannschaft              | Sp. | S  | OTG | PSG | OTV | PSV | N  | GP | %   | T   | GT  | Str. | Heim      | Gast      |
| --- | ----------------------- | --- | -- | --- | --- | --- | --- | -- | -- | --- | --- | --- | ---- | --------- | --------- |
| 1.  | Adler Mannheim          | 52  | 30 | 1   | 2   | 2   | 1   | 16 | 99 | 64% | 164 | 125 | 870  | 18-2-2-4  | 12-1-1-12 |
| 2.  | Kölner Haie             | 52  | 29 | 3   | 2   | 1   | 1   | 16 | 99 | 64% | 165 | 137 | 808  | 16-3-1-6  | 13-2-1-10 |
| 3.  | Krefeld Pinguine        | 52  | 20 | 6   | 5   | 1   | 5   | 15 | 88 | 56% | 166 | 145 | 746  | 10-5-3-8  | 10-6-3-7  |
| 4.  | Eisbären Berlin         | 52  | 23 | 2   | 3   | 3   | 3   | 18 | 85 | 55% | 180 | 152 | 802  | 14-3-3-6  | 9-2-3-12  |
| 5.  | Hamburg Freezers        | 52  | 24 | 1   | 2   | 3   | 4   | 18 | 85 | 55% | 158 | 130 | 746  | 16-3-4-3  | 8-0-3-15  |
| 6.  | ERC Ingolstadt          | 52  | 21 | 6   | 2   | 3   | 2   | 18 | 84 | 54% | 161 | 149 | 886  | 14-3-3-6  | 7-5-2-12  |
| 7.  | Thomas Sabo Ice Tigers  | 52  | 21 | 1   | 2   | 4   | 4   | 20 | 77 | 49% | 161 | 159 | 783  | 14-2-3-7  | 7-1-5-13  |
| 8.  | Augsburger Panther      | 52  | 22 | 1   | 3   | 1   | 2   | 23 | 77 | 49% | 137 | 155 | 827  | 15-2-2-7  | 7-2-1-16  |
| 9.  | Straubing Tigers        | 52  | 21 | 2   | 2   | 1   | 2   | 24 | 74 | 47% | 133 | 145 | 934  | 13-2-1-10 | 8-2-2-14  |
| 10. | Grizzly Adams Wolfsburg | 52  | 19 | 4   | 2   | 2   | 2   | 23 | 73 | 47% | 142 | 150 | 859  | 12-4-0-10 | 7-2-4-13  |
| 11. | Hannover Scorpions      | 52  | 21 | 2   | 1   | 2   | 1   | 25 | 72 | 46% | 124 | 148 | 778  | 13-1-2-10 | 8-2-1-15  |
| 12. | EHC Red Bull München    | 52  | 19 | 0   | 3   | 3   | 5   | 22 | 71 | 46% | 125 | 137 | 776  | 12-2-3-9  | 7-1-5-13  |
| 13. | Iserlohn Roosters       | 52  | 16 | 2   | 2   | 2   | 1   | 29 | 59 | 38% | 130 | 167 | 826  | 12-2-2-10 | 4-2-1-19  |
| 14. | Düsseldorfer EG         | 52  | 11 | 1   | 4   | 4   | 2   | 30 | 49 | 31% | 131 | 178 | 1038 | 10-3-1-12 | 1-2-5-18  |

Stand: 10. März 2013

Abkürzungen: Sp. = Spiele, S = Siege, OTG = Siege nach Verlängerung, PSG = Siege nach Penaltyschießen, OTV = Niederlagen nach Verlängerung, PSV = Niederlagen nach Penaltyschießen, N = Niederlagen, GP = Gesamtpunkte, T = Tore, GT = Gegentore, Str. = Strafminuten

### Beste Scorer

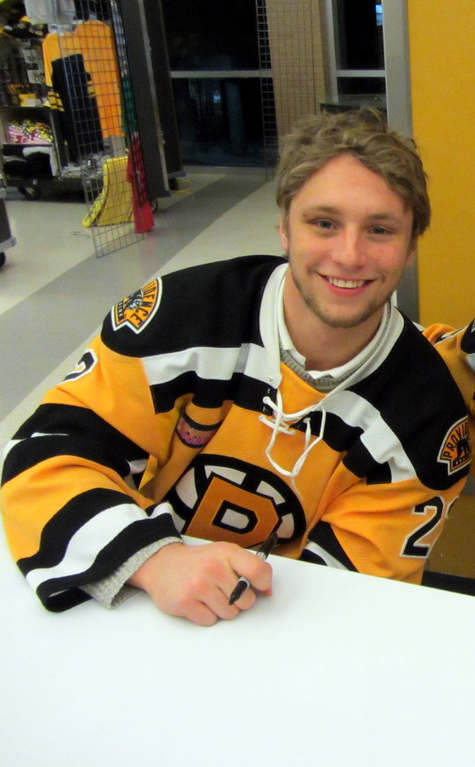
Topscorer der Saison: Calle Ridderwall

| Spieler            | Verein                  | Spiele | Tore | Assists | Punkte |
| ------------------ | ----------------------- | ------ | ---- | ------- | ------ |
| Calle Ridderwall   | Düsseldorfer EG         | 51     | 22   | 36      | 58     |
| Yanick Lehoux      | Adler Mannheim          | 52     | 20   | 37      | 57     |
| Mike York          | Iserlohn Roosters       | 52     | 18   | 38      | 56     |
| Michael Wolf       | Iserlohn Roosters       | 52     | 23   | 32      | 55     |
| André Rankel       | Eisbären Berlin         | 48     | 20   | 34      | 54     |
| Boris Blank        | Krefeld Pinguine        | 52     | 20   | 32      | 52     |
| Blaine Down        | Straubing Tigers        | 46     | 22   | 29      | 51     |
| Andreas Holmqvist  | Kölner Haie             | 49     | 11   | 39      | 50     |
| Matt Dzieduszycki  | Grizzly Adams Wolfsburg | 45     | 31   | 16      | 47     |
| Herberts Vasiļjevs | Krefeld Pinguine        | 50     | 18   | 29      | 47     |
| Éric Chouinard     | Nürnberg Ice Tigers     | 52     | 16   | 31      | 47     |

Stand: Saisonende 2012/13

### Beste Torhüter

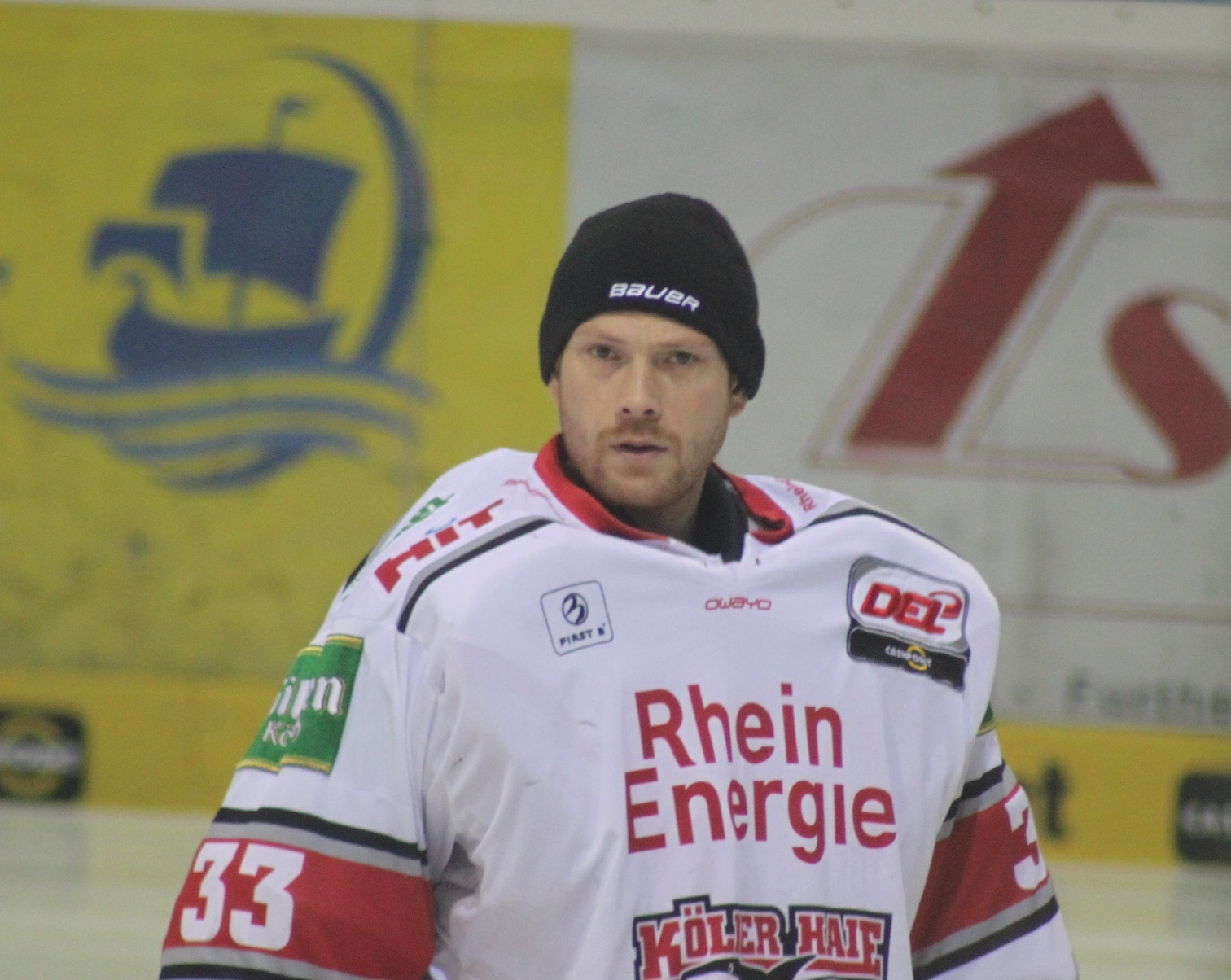
Der statistisch beste Torhüter Danny aus den Birken

Abkürzungen:  Sp = Spiele, Min = Eiszeit (in Minuten), GT = Gegentore, Sv% = gehaltene Schüsse (in %), GTS = Gegentorschnitt, SO = Shutouts; Fett:  Bestwert
| Spieler              | Team               | Sp | Min     | GT  | SO | Sv%  | GTS  |
| -------------------- | ------------------ | -- | ------- | --- | -- | ---- | ---- |
| Danny aus den Birken | Kölner Haie        | 36 | 2131:07 | 75  | 4  | 92,9 | 2,11 |
| Dennis Endras        | Adler Mannheim     | 41 | 2439:38 | 95  | 2  | 92,6 | 2,34 |
| Dimitri Pätzold      | Hannover Scorpions | 42 | 2478:02 | 107 | 4  | 92,4 | 2,59 |
| Dimitrij Kotschnew   | Hamburg Freezers   | 36 | 2095:47 | 78  | 3  | 92,4 | 2,23 |
| Rob Zepp             | Eisbären Berlin    | 46 | 2777:11 | 127 | 5  | 92,1 | 2,74 |

## Play-offs

### Qualifikation
Die Qualifikationsspiele wurden im Modus „Best of Three“ ausgetragen und fanden am 13.,15. und 17. März 2013 statt.
|                        |   |                         | Serie | 1                         | 2                   | 3                   | [HR]  |
| ---------------------- | - | ----------------------- | ----- | ------------------------- | ------------------- | ------------------- | ----- |
| Augsburger Panther     | – | Straubing Tigers        | 0:2   | 2:3 n. V. (0:1, 2:0, 0:1) | 1:4 (0:1, 0:2, 1:1) | –                   | [4:0] |
| Thomas Sabo Ice Tigers | – | Grizzly Adams Wolfsburg | 1:2   | 3:2 (1:0, 0:1, 2:1)       | 3:4 (1:3, 2:1, 0:0) | 3:5 (1:0, 0:3, 2:2) | [2:2] |

HR = Hauptrunde

### Play-off-Baum
| Viertelfinale | Viertelfinale           | Viertelfinale           |   |                  | Halbfinale | Halbfinale | Halbfinale |  |  | Finale | Finale | Finale |
|               |                         |                         |   |                  |            |            |            |  |  |        |        |        |
| 2             | Kölner Haie             | 4                       |   |                  |            |            |            |  |  |        |        |        |
| 9             | Straubing Tigers        | 1                       |   |                  |            |            |            |  |  |        |        |        |
| 9             | Straubing Tigers        | 1                       | 2 | Kölner Haie      | 3          |            |            |  |  |        |        |        |
|               |                         |                         | 2 | Kölner Haie      | 3          |            |            |  |  |        |        |        |
|               | 10                      | Grizzly Adams Wolfsburg | 0 |                  |            |            |            |  |  |        |        |        |
| 1             | 10                      | Grizzly Adams Wolfsburg | 0 | Adler Mannheim   | 2          |            |            |  |  |        |        |        |
| 1             |                         |                         |   | Adler Mannheim   | 2          |            |            |  |  |        |        |        |
| 10            | Grizzly Adams Wolfsburg | 4                       |   |                  |            |            |            |  |  |        |        |        |
| 10            | Grizzly Adams Wolfsburg | 4                       | 2 | Kölner Haie      | 1          |            |            |  |  |        |        |        |
|               |                         |                         |   | Kölner Haie      | 1          |            |            |  |  |        |        |        |
|               | 4                       | Eisbären Berlin         | 3 |                  |            |            |            |  |  |        |        |        |
| 3             | 4                       | Eisbären Berlin         | 3 | Krefeld Pinguine | 4          |            |            |  |  |        |        |        |
| 3             |                         |                         |   | Krefeld Pinguine | 4          |            |            |  |  |        |        |        |
| 6             | ERC Ingolstadt          | 2                       |   |                  |            |            |            |  |  |        |        |        |
| 6             | ERC Ingolstadt          | 2                       | 3 | Krefeld Pinguine | 0          |            |            |  |  |        |        |        |
|               |                         |                         | 3 | Krefeld Pinguine | 0          |            |            |  |  |        |        |        |
|               | 4                       | Eisbären Berlin         | 3 |                  |            |            |            |  |  |        |        |        |
| 4             | 4                       | Eisbären Berlin         | 3 | Eisbären Berlin  | 4          |            |            |  |  |        |        |        |
| 4             |                         |                         |   | Eisbären Berlin  | 4          |            |            |  |  |        |        |        |
| 5             | Hamburg Freezers        | 2                       |   |                  |            |            |            |  |  |        |        |        |

### Viertelfinale
Die Viertelfinalspiele wurden im Modus „Best of Seven“ ausgetragen und fanden am 20., 22., 24., 26., 28. und 30. März 2013 statt
|                  |   |                         | Serie | 1                         | 2                         | 3                   | 4                         | 5                         | 6                   | 7 | [HR]  |
| ---------------- | - | ----------------------- | ----- | ------------------------- | ------------------------- | ------------------- | ------------------------- | ------------------------- | ------------------- | - | ----- |
| Adler Mannheim   | – | Grizzly Adams Wolfsburg | 2:4   | 2:3 n. V. (1:0, 1:0, 0:2) | 3:2 n. V. (1:0, 1:2, 0:0) | 0:1 (0:0, 0:0, 0:1) | 0:3 (0:1, 0:0, 0:2)       | 3:2 n. V. (0:2, 0:0, 2:0) | 3:4 (2:1, 0:2, 1:1) | – | [3:1] |
| Krefeld Pinguine | – | ERC Ingolstadt          | 4:2   | 3:1 (2:1, 0:0, 1:0)       | 1:4 (1:1, 0:2, 0:1)       | 4:1 (1:1, 1:0, 2:0) | 5:2 (1:1, 2:1, 2:0)       | 1:2 (0:2, 0:0, 1:0)       | 7:2 (1:1, 5:1, 1:0) | – | [0:4] |
| Kölner Haie      | – | Straubing Tigers        | 4:1   | 6:1 (2:1, 1:0, 3:0)       | 2:5 (1:1, 0:0, 1:4)       | 5:0 (3:0, 0:0, 2:0) | 6:3 (0:1, 4:0, 2:2)       | 2:1 n. V. (0:0, 1:0, 0:1) | –                   | – | [3:1] |
| Eisbären Berlin  | – | Hamburg Freezers        | 4:2   | 6:5 n. V. (0:4, 2:0, 3:1) | 3:5 (1:0, 1:1, 1:4)       | 4:8 (0:3, 3:4, 1:1) | 3:2 n. V. (2:2, 0:0, 0:0) | 3:2 (1:0, 1:0, 1:2)       | 3:2 (0:0, 3:0, 0:2) | – | [2:2] |

HR = Hauptrunde

### Halbfinale
Die Halbfinalspiele wurden im Modus „Best of Five“ ausgetragen und fanden am 3., 5. und 7. April 2013 statt.
|                  |   |                         | Serie | 1                   | 2                   | 3                   | 4 | 5 | [HR]  |
| ---------------- | - | ----------------------- | ----- | ------------------- | ------------------- | ------------------- | - | - | ----- |
| Kölner Haie      | – | Grizzly Adams Wolfsburg | 3:0   | 7:2 (3:0, 2:1, 2:1) | 1:0 (1:0, 0:0, 0:0) | 4:2 (1:0, 3:1, 0:1) | – | – | [2:2] |
| Krefeld Pinguine | – | Eisbären Berlin         | 0:3   | 2:3 (1:0, 1:3, 0:0) | 2:5 (1:1, 1:4, 0:0) | 3:4 (0:2, 2:1, 1:1) | – | – | [3:1] |

HR = Hauptrunde

### Finale
Die Finalspiele wurden im Modus „Best of Five“ ausgetragen und fanden am 14., 16., 19. und 21. April 2013 statt.
|             |   |                 | Serie | 1                   | 2                   | 3                   | 4                   | 5 | [HR]  |
| ----------- | - | --------------- | ----- | ------------------- | ------------------- | ------------------- | ------------------- | - | ----- |
| Kölner Haie | – | Eisbären Berlin | 1:3   | 2:4 (0:1, 1:1, 1:2) | 3:1 (2:1, 0:0, 1:0) | 3:6 (1:1, 0:3, 2:2) | 1:4 (0:1, 1:2, 0:1) | – | [2:2] |

HR = Hauptrunde

## Kader des Deutschen Meisters
| Deutscher Meister Eisbären Berlin | Torhüter: Sebastian Elwing, Rob Zepp Verteidiger: Jens Baxmann, Dominik Bielke, Constantin Braun, Ryan Caldwell, Henry Haase, Frank Hördler, Mark Katic, Jimmy Sharrow, Thomas Supis Angreifer: Jamie Arniel, Laurin Braun, Florian Busch, Mads Christensen, Matt Foy, Corey Locke, T.J. Mulock, Tyson Mulock, Darin Olver, André Rankel, Vincent Schlenker, Julian Talbot, Barry Tallackson, Daniel Weiß, Sven Ziegler Trainerstab: Don Jackson, Vince Malette, Hartmut Nickel |

## Auszeichnungen

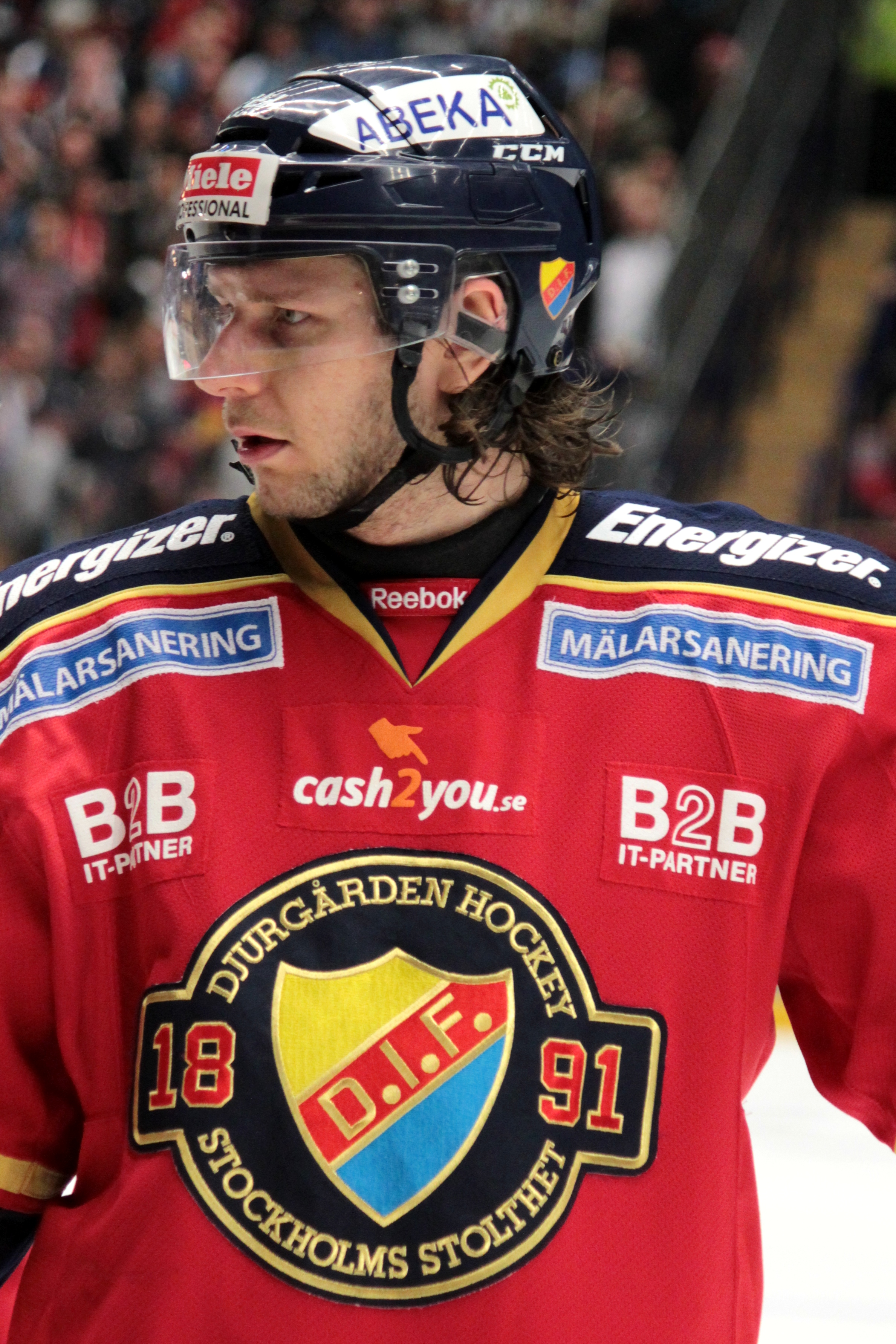
Andreas Holmqvist wurde zum Spieler und Verteidiger des Jahres gekürt

- Spieler des Jahres – Andreas Holmqvist, Kölner Haie
- Stürmer des Jahres – Michael Wolf, Iserlohn Roosters
- Verteidiger des Jahres – Andreas Holmqvist, Kölner Haie
- Torhüter des Jahres – Dennis Endras, Adler Mannheim
- Rookie des Jahres – Bernhard Ebner, Düsseldorfer EG
- Lockout-Spieler des Jahres – Christian Ehrhoff, Krefeld Pinguine
- Cable Guy des Jahres – John Tripp, Kölner Haie
- Trainer des Jahres – Uwe Krupp, Kölner Haie
- Robert Müller Fair Play Trophy – Krefeld Pinguine
- MVP der Playoffs – Constantin Braun, Eisbären Berlin

## Lockout

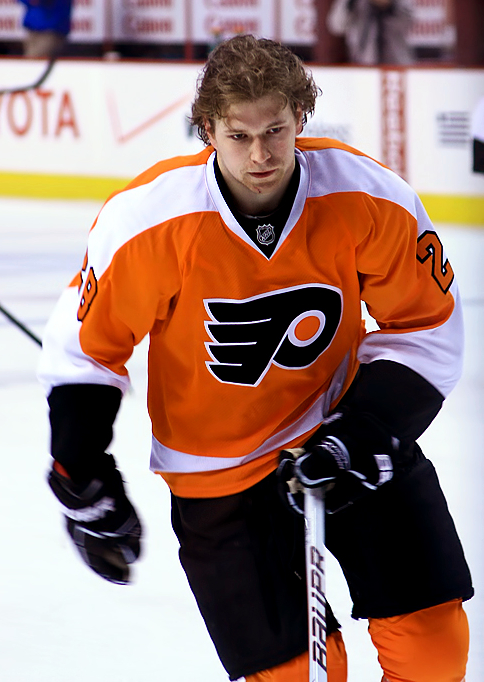
NHL-Star Claude Giroux

Folgende NHL-Spieler verbrachten den Lockout in der Saison 2012/13 in der Deutschen Eishockey Liga:
| Eisbären Berlin - Claude Giroux (Philadelphia Flyers) - Daniel Brière (Philadelphia Flyers) Hamburg Freezers - Jamie Benn (Dallas Stars) Adler Mannheim - Dennis Seidenberg (Boston Bruins) - Jochen Hecht (Buffalo Sabres) - Marcel Goc (Florida Panthers) - Jason Pominville (Buffalo Sabres) | ERC Ingolstadt - Alexander Sulzer (Buffalo Sabres) Krefeld Pinguine - Christian Ehrhoff (Buffalo Sabres) EHC Red Bull München - Paul Stastny (Colorado Avalanche) - Blake Wheeler (Winnipeg Jets) Hannover Scorpions - Thomas Greiss (San Jose Sharks) |

## Vermarktung
Ab der Saison 2012/13 wird je ein Sonntags-Spiel im frei empfangbaren Fernsehsender Servus TV gezeigt.
Laola1.tv übertrug je ein Freitags-Spiel im Stream, zudem gab es die Highlights aller Begegnungen.